# Founder's Mutation
«Founder's Mutation» es el segundo episodio de la décima temporada de The X-Files. Fue escrito y dirigido por James Wong, emitido originalmente en Estados Unidos el 25 de enero de 2016 por Fox. Las estrellas invitadas incluyen a Doug Savant, Rebecca Wisocky, Omari Newton, Aaron Douglas, Vik Sahay, Ryan Robbins, Christine Willes y Kacey Rohl.

## Argumento
En la sede de Nugenics Technology, el investigador Dr. Sanjay llega al trabajo en un estado de preocupación y escucha un misterioso ruido agudo en su cabeza. En una reunión de personal, el ruido se vuelve tan abrumador que huye y se encierra en una sala de servidores, donde comienza a borrar datos frenéticamente. Desesperado por detener el ruido, empuja un abrecartas a través de su tímpano y en su cerebro, matándose. Antes de hacerlo, escribe algo en la palma de su mano izquierda.
Con los expedientes X ahora reabiertos por el FBI, los agentes reincorporados Fox Mulder y Dana Scully son enviados a investigar el incidente. Al recibir poca cooperación de Nugenics, Mulder roba el teléfono móvil de Sanjay y contacta a la última persona a la que llamó. En un bar de Washington conoce a un hombre llamado Gupta, el amante secreto de Sanjay. Gupta le dice a Mulder que Sanjay había expresado su preocupación de que sus «hijos» se estuvieran muriendo. Mientras tanto, Scully realiza la autopsia de Sanjay y encuentra las palabras «mutación del fundador» escritas en su palma izquierda, una referencia al propietario solitario de Nugenics, el Dr. Augustus Goldman, conocido por los empleados como «El Fundador». Al registrar el apartamento de Sanjay en Dupont Circle, los agentes descubren varias fotografías de niños horriblemente desfigurados. Llega la policía y Mulder de repente se ve abrumado por el ruido agudo que aflige a Sanjay. El sonido de alguna manera transmite el mensaje «encuéntrala» a Mulder.
Al presentar sus hallazgos al subdirector Walter Skinner, se les dice a Mulder y Scully que el caso ha sido cerrado para aplacar al Departamento de Defensa, que tiene vínculos con Goldman y Nugenics. En privado, sin embargo, les dice a los agentes que continúen. Al observar imágenes de pájaros que acudían en masa cerca del edificio de Nugenics en el momento de la muerte de Sanjay, Mulder piensa que el ruido es una frecuencia que los humanos normalmente no escuchan. Citando la renuencia de Nugenics a ayudar en la investigación, los agentes visitan el hospital donde trabaja Scully para encontrar a Goldman, quien resulta ser uno de los mayores donantes del hospital. Se les acerca una joven llamada Agnes, que expresa su deseo de irse y afirma que su hijo por nacer es anormal. Afuera, Mulder y Scully discuten la posibilidad de que Goldman esté experimentando con mujeres embarazadas para El proyecto, y recuerdan a su hijo William, quien permanece escondido. Más tarde, Scully tiene una fantasía sobre vivir con William, que se muestra como un adolescente que va a la escuela, tiene un accidente y tiene ojos negros extraterrestres como de lagarto.
Los agentes reciben la aprobación para reunirse con Goldman, quien pretende realizar investigaciones sobre niños que padecen condiciones genéticas debilitantes. Durante un recorrido por sus instalaciones, son testigos de un enfrentamiento en el que uno de sus pacientes hace que los objetos se muevan por su cuenta. Poco después, se enteran de que Agnes fue atropellada y asesinada por un automóvil, y su feto desapareció misteriosamente. A continuación, los agentes interrogan a la esposa de Goldman, Jackie, que ha sido confinada a un manicomio y afirma que su marido la mantiene allí en contra de su voluntad. Ella recuerda un incidente en el que su hija pequeña cayó a una piscina y se pensó que se había ahogado después de pasar diez minutos sumergido. Al saltar al agua, Jackie se sorprendió al encontrar a su hija respirando normalmente bajo el agua. Al darse cuenta de que Goldman experimentó con ella mientras estaba embarazada, huyó pero destrozó su auto. Bajo el ataque del ruido (el intento de su hijo por nacer de comunicarse con ella telepáticamente) Jackie abrió su propio útero con un cuchillo de cocina; el bebé escapó y se dio por muerto.
Usando imágenes de seguridad, Mulder y Scully descubren que un conserje de Nugenics que trabajaba en un piso directamente debajo de Sanjay reaccionó de manera extraña en el momento preciso de su suicidio. Conducen hasta la remota casa del conserje, Kyle Gilligan, y se enfrentan a su madre adoptiva. Mulder queda nuevamente incapacitado por el ruido. Al darse cuenta de una bandada de pájaros cercana, Scully localiza rápidamente a Kyle, lo obliga a detenerse y lo detiene. Kyle revela que mató a Sanjay sin querer y exige conocer a su hermana, que es uno de los sujetos de prueba de Goldman. Kyle es llevado al laboratorio de Goldman, donde se le presenta a una chica que Goldman afirma ser su hermana. Sin embargo, Kyle rápidamente se da cuenta de que la niña es un señuelo y no su hermana real, y corre por el pasillo donde se encuentra con la paciente iracunda de antes: su hermana real, Molly. Después de hablar telepáticamente, los hermanos usan sus habilidades para repeler a los agentes. Utilizando el ruido, matan a Goldman y huyen del edificio Nugenics.

## Producción
«Founder's Mutation» fue escrito y dirigido por James Wong, marcando su primera contribución como director de The X-Files desde el episodio de 1996 «Musings of a Cigarette Smoking Man» así como su primer crédito como escritor desde el episodio de 1997 «Never Again», ambos pertenecientes a la cuarta temporada de The X-Files. «Founder's Mutation» fue el quinto de los episodios de la temporada que se escribió y filmó, y originalmente iba a ser el quinto episodio en salir al aire. Sin embargo, más tarde fue elegido para salir al aire el día después de «My Struggle». El episodio contó con las estrellas invitadas Doug Savant, Rebecca Wisocky, Omari Newton, Aaron Douglas, Vik Sahay, Ryan Robbins, Christine Willes, y Kacey Rohl. Willes interpretó anteriormente a un personaje diferente, la agente Karen Kosseff, en las temporadas dos y cuatro.

## Recepción

### Audiencia
«Founder's Mutation» se estrenó el 25 de enero de 2016 y fue visto por 9,67 millones de espectadores. Obtuvo una calificación Nielsen de 3,2 en el grupo demográfico de 18 a 49 años (las calificaciones Nielsen son sistemas de medición de audiencia que determinan el tamaño de la audiencia y la composición de la programación televisiva en los Estados Unidos), lo que significa que el episodio fue visto por 3,2 por ciento de todas las personas de 18 a 49 años que estaban viendo televisión en el momento de la emisión del episodio. Aunque el episodio marcó una disminución en las calificaciones del episodio anterior, se observó que la audiencia se mantuvo «sorprendentemente grande». Este episodio también fue el programa de mayor audiencia de la noche.

### Reseñas
Alex McCown de The A.V. Club revisó los primeros tres episodios y les otorgó colectivamente una «B+». Aunque se burló en gran medida del episodio de apertura de la temporada, «My Struggle», argumentó que la temporada «corrige el rumbo de inmediato» con «Founder's Mutation» de Wong; Llamó al episodio «un sólido retorno a la forma» «inteligente» e «inquietante». Sintió que el diálogo del episodio permitió a la audiencia recordar «lo que nos gusta de estos personajes y por qué funcionan tan bien juntos». Darren Franich de Entertainment Weekly otorgó al episodio una «B», argumentando que «Founder's Mutation» es «divertido para los fanáticos del programa» y «una mejora sobre el estreno». Brian Tallerico de RogerEbert.com escribió que «Founder's Mutation» «combina perfectamente la mitología del programa (incluido el hijo de Mulder y Scully) con una trama moderna». Kaly Soto de The New York Times le dio al episodio una crítica favorable, señalando que le dio «fe en esta nueva iteración» y elogió la actuación de Anderson en particular: «Gillian Anderson hace un trabajo impecable al imbuir a Scully con un sentido de dolor por William, su voz quebradiza y sus expresiones lentas y cansadas». Matthew Chernov de Variety escribió que, a diferencia del primer episodio, la química entre Mulder y Scully «parece mucho más cercana a las bromas a las que estamos acostumbrados en los viejos tiempos» y que el guion «le permite a Gillian Anderson hacer algunos de los mejores trabajos en la serie hasta ahora».